# Michelle Guerette
Michelle Guerette (ur. 6 października 1980 w Hartford) – amerykańska wioślarka, srebrna medalistka w wioślarskiej jedynce podczas Letnich Igrzysk Olimpijskich w Pekinie.

## Osiągnięcia
- Mistrzostwa Świata – Lucerna 2001 – czwórka bez sternika – 4. miejsce[1].
- Mistrzostwa Świata – Mediolan 2003 – ósemka – 5. miejsce[1].
- Igrzyska Olimpijskie – Ateny 2004 – jedynka – 5. miejsce[1].
- Mistrzostwa Świata – Gifu 2005 – jedynka – 3. miejsce[1].
- Mistrzostwa Świata – Eton 2006 – jedynka – 5. miejsce[1].
- Mistrzostwa Świata – Monachium 2007 – jedynka – 3. miejsce[1].
- Igrzyska Olimpijskie – Pekin 2008 – jedynka – 2. miejsce[1].